# ГЕС Аркун
ГЕС Аркун – гідроелектростанція на північному сході Туреччини. Знаходячись між ГЕС Güllübağ (вище по течії) та ГЕС Юсуфейлі, входить до складу каскаду на річці Чорох, яка впадає до Чорного моря біля грузинського міста Батумі. При цьому можливо відзначити, що в майбутньому між станціями Güllübağ та Аркун планується спорудити ГЕС Аксу.
В межах проекту річку перекрили кам'яно-накидною греблею із бетонним облицюванням висотою 140 метрів (від дна річки, висота від фундаменту – 190 метрів) та довжиною 383 метри. Вона потребувала 6,2 млн м3 матеріалу і утримує водосховище з площею поверхні 5,2 км2 та об’ємом 283 млн м3.
Зі сховища через правобережний масив прокладено дериваційний тунель довжиною 13,8 км з діаметром 6,25 метрів, який напірною шахтою висотою 78 метрів з діаметром 7,7 метра та коротким напірним водоводом з'єднаний з наземним машинним залом. В системі також працює запобіжний балансувальний резервуар висотою 160 метрів з діаметром до 20 метрів.
Основне обладнання станції складається з трьох турбін типу Френсіс потужністю по 78 МВт. Крім того, для підтримки природної течії річки частина води випускається біля греблі через дві турбіни того ж типу потужністю по 5,4 МВт, які використовують напір від 91 до 122 метрів. В сукупності це обладнання повинне забезпечувати виробництво 780 млн кВт-год електроенергії на рік.